# Saint-Jean-de-la-Ruelle

Saint-Jean-de-la-Ruelle este o comună în departamentul Loiret din centrul Franței. În 1 ianuarie 2022 avea o populație de 16.608 de locuitori.